# Michel Hennin
Pour les articles homonymes, voir Hennin.
Michel Hennin, né le 28 juin 1777 à Genève et mort le 29 décembre 1863 à Paris, est un antiquaire, numismate et collectionneur français. 

## Biographie
Michel Hennin naît le 28 juin 1777 à Genève de parents français. Son père, Pierre Michel Hennin, est diplomate,.
En 1809, il devient receveur général des pays conquis par l'armée d'Italie, et attaché en cette qualité au gouvernement du vice-roi Eugène de Beauharnais ; fait chevalier de la couronne de fer, il obtient le titre de trésorier de l'ordre. Après la chute de l'Empire en 1814, Michel Hennin suit le prince Eugène en Bavière et se fixe à Munich ; Eugène Beauharnais lui confère le titre de chambellan du roi de Bavière.
À la mort du prince Eugène en 1824, Michel Hennin s'installe définitivement à Paris et se consacre aux lettres et aux arts. Il commence également une collection d'estampes sur l'histoire de France, répertoriée et indexée suivant un classement chronologique.

« Élevé dans la maison de mon père, j'ai passé mes premières années au milieu d'une nombreuse bibliothèque et de grandes collections de médailles et d'estampes qu'il avait formées. J'en ai pris le goût et j'ai consacré à l'étude de ces monuments une grande partie du temps que mes emplois me laissaient libre. Depuis bien des années, je me suis borné à réunir une collection d'estampes et de dessins relatifs à l'histoire de la France ; de longues recherches, de nombreuses acquisitions faites principalement dans les pays étrangers, m'ont conduit à former une réunion remarquable. »

Il publia également plusieurs ouvrages sur la numismatique (Histoire numismatique de la Révolution française, Manuel de numismatique ancienne), ainsi qu'un Catalogue des productions de la sculpture, de la peinture et de la gravure, relatifs à l'histoire de la France et des Français, depuis l'origine de la monarchie française jusqu'à la mort du roi Henri IV (1610).
Michel Hennin meurt le 29 décembre 1863 à son domicile du 23 rue des Martyrs, dans le 9e arrondissement de Paris. Par testament, il légua sa collection d'estampes au Département des estampes de la Bibliothèque Impériale de la rue de Richelieu.
Il était membre résident du Comité des travaux historiques et scientifiques, et officier de la Légion d'honneur.

## Publications sélectives
- Histoire numismatique de la Révolution française, Paris, J. S. Merlin, 1826 (lire en ligne sur Gallica)
- Manuel de numismatique ancienne, Paris, Merlin, libraire, 1830, Tome Premier & Tome Second sur Gallica
- Les monuments de l'histoire de France. Catalogue des productions de la sculpture, de la peinture et de la gravure relatives à l'histoire de France et des Français, 10 volumes, Paris, J.-F. Delion, 1856–1863.